# Anna Watkins
Anna Rose Watkins geboren als Anna Rose Bebington (Leek, 13 februari 1983) is een Brits roeister.
Ze ging in 2001 natuurkunde studeren aan de Universiteit van Cambridge, waar ze captain werd van de Newnham College Boat Club. Watkins maakte haar debuut met een vijfde plaats in de acht tijdens de wereldkampioenschappen roeien 2005. Watkins behaalde tijdens de wereldkampioenschappen roeien 2007 haar eerste medaille tijdens de wereldkampioenschappen roeien 2007 met een bronzen medaille in de dubbel-twee. Tijdens de Olympische Zomerspelen 2008 behaalde Watkins de bronzen medaille in de dubbel-twee. Watkins werd wereldkampioene in de dubbel-twee tijdens de wereldkampioenschappen roeien 2010 en 2011. Watkins sloot haar carrière af met de gouden medaille tijdens de Olympische Zomerspelen 2012 in de dubbel-twee.

## Resultaten
- Wereldkampioenschappen roeien 2005 in Kaizu 5e in de acht
- Wereldkampioenschappen roeien 2006 in Eton 4e in de dubbel-twee
- Wereldkampioenschappen roeien 2007 in München  in de dubbel-twee
- Olympische Zomerspelen 2008 in Peking  in de dubbel-twee
- Wereldkampioenschappen roeien 2009 in Poznań  in de dubbel-twee
- Wereldkampioenschappen roeien 2010 in Cambridge  in de dubbel-twee
- Wereldkampioenschappen roeien 2011 in Bled  in de dubbel-twee
- Olympische Zomerspelen 2012 in Londen  in de dubbel-vier

1976: Svetla Otsetova & Zdravka Jordanova ·
1980: Jelena Chloptseva & Larissa Popova ·
1984: Marioara Popescu & Elisabeta Oleniuc ·
1988: Birgit Peter & Martina Schröter ·
1992: Kerstin Köppen & Kathrin Boron ·
1996: Marnie McBean & Kathleen Heddle ·
2000: Jana Thieme & Kathrin Boron ·
2004: Georgina Evers-Swindell & Caroline Evers-Swindell ·
2008: Georgina Evers-Swindell & Caroline Evers-Swindell ·
2012: Katherine Grainger & Anna Watkins   ·
2016: Magdalena Fularczyk-Kozłowska & Natalia Madaj ·
2020: Nicoleta-Ancuța Bodnar & Simona Radiș ·
2024: Brooke Francis & Lucy Spoors